# Scopula vitellina
Scopula vitellina là một loài bướm đêm trong họ Geometridae.